# Charlie Aitken (voetballer, 1932)
Charlie Aitken (Gorebridge, 19 juli 1932 - Aldaar, 12 januari 2008) was een voormalige Schots voetballer die voorkeur speelde als een middenvelder.

## Carrière
Aitken heeft zijn hele voetbalcarrière gespeeld bij Motherwell FC. Hij heeft 314 competitiewedstrijden gespeeld en 38 doelpunten gemaakt.
Aitken overleed op 12 januari 2008.